# Tom Tyler
Tom Tyler (Nova Iorque, 9 de agosto de 1903 – Detroit, 1 de maio de 1954) foi um ator estadunidense que atuou em filmes da era do cinema mudo e posteriormente no cinema sonoro. Ficou particularmente famoso por interpreter o super-herói Capitão Marvel no seriado de 1941, Adventures of Captain Marvel.

## Biografia
Tom Tyler nasceu em uma família polonesa-americana, e seu verdadeiro nome era Vincent Markowski.
Tyler teve uma longa carreira cinematográfica, estreando na década de 1920, ainda na era muda, e atuando até a década de 1950. Atuou em muitos westerns, tais como Stagecoach e She Wore a Yellow Ribbon, de John Ford. Apesar de ter feito alguns papéis diversificados, como o de boxeador em Buck Privates, de Abbott & Costello, muitos de seus papéis se caracterizaram através de filmes Western B, em troca de modestos salários, em grande parte produzidos pela Reliable Pictures, para produtores como Bernard B. Ray e Harry S. Webb.
Em 1940, ele foi Mummy "Kharis" em The Mummy's Hand, e em 1941, estrelou a 1ª adaptação do seriado Adventures of Captain Marvel, além de atuar em The Three Mesquiteers, a famosa série western da Republic Pictures.
Em 1943, Tyler estrelou The Phantom, baseado na história de Lee Falk; esse foi seu último grande papel. A Columbia Pictures aventou fazer uma sequência do The Phantom durante algum tempo, mas em 1955 Tyler morrera e os direitos do estúdio haviam expirado. A história foi reescrita como The Adventures of Captain Africa, estrelando John Hart.

## Morte
Tyler foi acometido de artrite reumatóide, o que prejudicou sua carreira e limitou sua atuação durante alguns anos. Mediante suas dificuldades, passou a morar com a irmã em Detroit, morrendo de insuficiência cardíaca aos 50 anos, em 1954. Tyler foi sepultado no Mount Olivet Cemetery, em Detroit.

## Filmografia

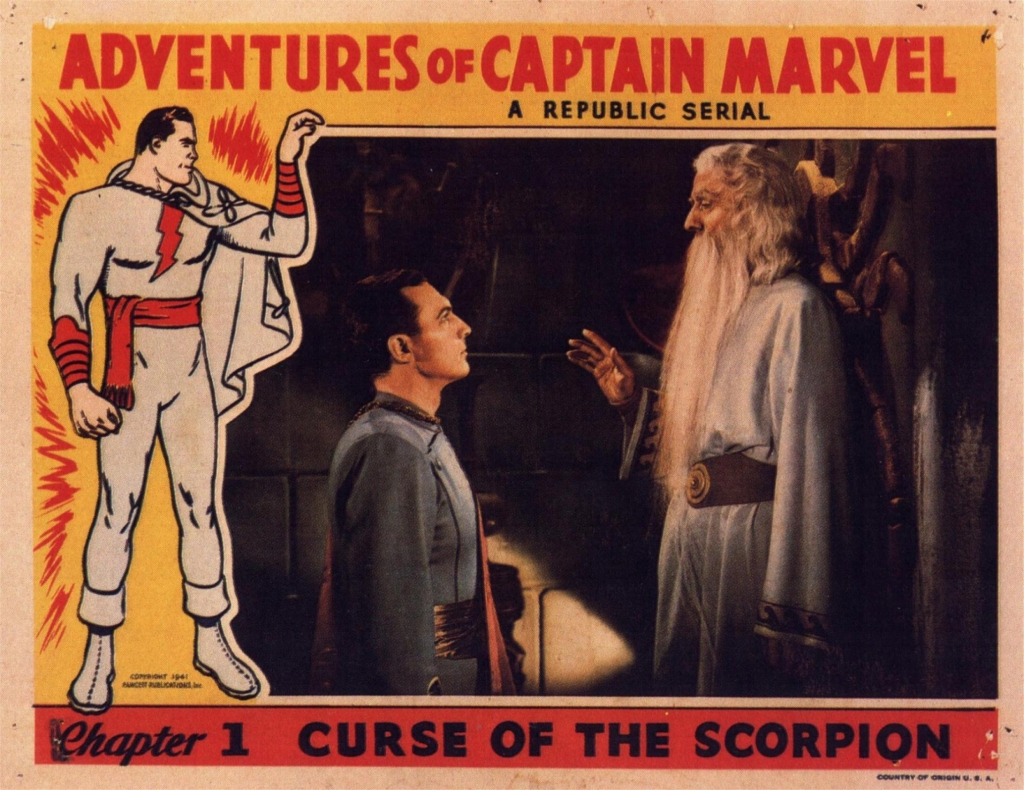
Tom Tyler e Nigel De Brulier em uma cena do seriado Adventures of Captain Marvel (1941)

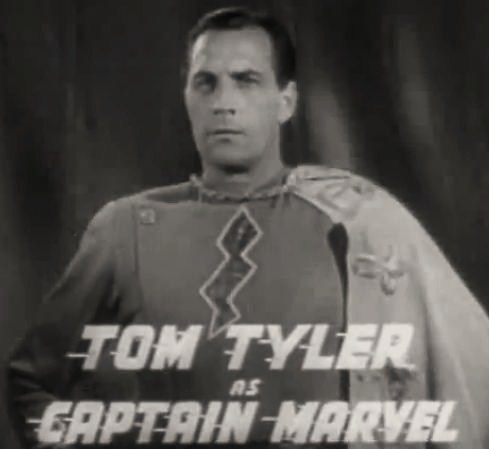
Tom Tyler como o Capitão Marvel em Adventures of Captain Marvel (1941)

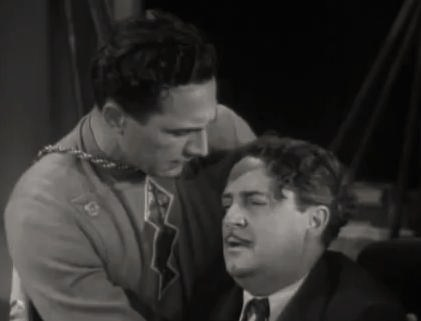
Tom Tyler e Bryant Washburn em uma cena do seriado Adventures of Captain Marvel (1941)

### Séries de televisão
- 1956 Steve Donovan, Western Marshal (série de televisão) 
  - Comanche Kid (1956)
- 1953 Crossroad Avenger: The Adventures of the Tucson Kid (curta-metragem TV)
- 1952-1953 The Gene Autry Show (série de televisão)
  - Bandidos (1953)
  - Thunder Out West (1953)
  - The Trail of the Witch (1952)
  - Trouble at Silver Creek (1952)
- 1952 Cowboy G-Men (série de televisão)
  - Salted Mines (1952)
- 1952 Sky King (série de televisão)
  - The Giant Eagle (1952)
- 1951-1952 Boston Blackie (série de televisão) 
  - The Big H Murder (1952)
  - Roller Coaster Murder (1951)
- 1952 The Roy Rogers Show (série de televisão)
  - Outlaw's Town (1952)
  - The Outlaw's Girl (1952)
- 1951-1952 Adventures of Wild Bill Hickok (série de televisão)
  - Mexican Gun Running Story (1952)
  - Johnny Deuce (1951)
- 1951-1952 The Range Rider (série de televisão)
  - Ambush in Coyote Canyon (1952) (não creditado)
  - The Ghost of Poco Loco (1951) (não creditado)
- 1950-1951 The Cisco Kid (série de televisão)
  - Uncle Disinherits Niece (1951)
  - Phoney Sheriff (1951)
  - Haven for Heavies (1951)
  - Wedding Blackmail (1950)
- 1950 Dick Tracy (série de televisão)
  - The Payroll Robbery (1950)
- 1950 The Lone Ranger (série de televisão)
  - Damsels in Distress (1950)

### Filmes
| - The Eagle's Talons (extra, não creditado e não confirmado) (1923) - Three Weeks (extra, não creditado) (1924) - Leatherstocking (creditado como Vincent Markowski) (1924) - Wild Horse Mesa (não creditado) - Let's Go Gallagher (1925) - The Wyoming Wildcat (1925) - The Only Thing (não creditado) (1925) - The Cowboy Musketeer - Ben-Hur (1925) (não creditado) - Born to Battle (1926) - The Arizona Streak (1926)] - Wild to Go (1926) - The Masquerade Bandit (1926) - The Cowboy Cop (1926) - Red Hot Hoofs (1926) - Out of the West (1926) - Tom and His Pals (1926) - The Desert Pirate (1927) - The Cherokee Kid (1927) - The Flying U Ranch (1927) - Tom's Gang (1927) - Splitting the Breeze (1927) - Cyclone of the Range (1927) - The Sonora Kid (1927) - Lightning Lariats (1927) - Tyrant of Red Gulch (1928) - The Avenging Rider (1928) - Terror Mountain (1928) - The Texas Tornado (1928) - Phantom of the Range (1928) - When the Law Rides (1928) - Neath Western Skies (1929) - Pioneers of the West (1929) - The Lone Horseman (1929) - The Phantom Rider (1929) - The Law of the Plains (1929) - The Man from Nevada (1929) - The Pride of Pawnee (1929) - Idaho Red (1929) - Gun Law (1929) - Trail of the Horse Thieves - Her Man (não creditado) (1930) - The Canyon of Missing Men (1930) - Half Pint Polly (1930) - Call of the Desert (1930) - Galloping Thru (1931) - Battling with Buffalo Bill (1931) - Two Fisted Justice (1931) - The Man from Death Valley (1931) - Partners of the Trail (1931) - Rider of the Plains (1931) - God's Country and the Man (1931) - West of Cheyenne (1931) - The Phantom of the West (1931) - The Forty-Niners (1932) - The Jungle Mystery (1932) - Honor of the Mounted (1932) - Vanishing Men (1932) - The Man from New Mexico (1932) - Single-Handed Sanders (1932) - War of the Range (1933) - The Phantom of the Air (1933) - Deadwood Pass (1933) - Clancy of the Mounted (1933) - When a Man Rides Alone (1933) - Terror of the Plains (1934) - Fighting Hero (1934) - Mystery Ranch (1934) - Ridin' Thru (1934) - Trigger Tom (1935) - Powdersmoke Range (1935) - Rio Rattler (1935) - The Laramie Kid (1935) - The Silver Bullet (1935) - Silent Valley (1935) - Born to Battle (1935) - Tracy Rides (1935) - Coyote Trails (1935) - Unconquered Bandit (1935) - The Phantom of the Range (1936) - Rip Roarin' Buckaroo (1936) - Santa Fe Bound (1936) - The Last Outlaw (1936) - Pinto Rustlers (1936) - Roamin' Wild (1936) - Ridin' On (1936) | - Fast Bullets (1936) - Lost Ranch (1937) - Brothers of the West (1937) - Orphan of the Pecos (1937) - Mystery Range (1937) - The Feud of the Trail (1937) - Cheyenne Rides Again (1937) - King of Alcatraz (1938) - Gone with the Wind (1939) - Drums Along the Mohawk (1939) - Frontier Marshal (não creditado) (1939) - The Night Riders (1939) - Stagecoach (1939) - The Texas Rangers Ride Again (não creditado) (1940) - Cherokee Strip (1940) - The Mummy's Hand (1940) - The Westerner (1940) - Brother Orchid (1940) - The Light of Western Stars (1940) - The Grapes of Wrath (1940) - West of Cimarron (1941) - Gauchos of El Dorado (1941) - Riders of the Timberline (1941) - Outlaws of Cherokee Trail (1941) - Bad Men of Missouri (1941) - Border Vigilantes (1941) - Adventures of Captain Marvel (1941) - Buck Privates (não creditado) (1941) - Valley of Hunted Men (1942) - Shadows on the Sage (1942) - The Talk of the Town (1942) - The Phantom Plainsmen (1942) - Westward Ho (1942) - Raiders of the Range (1942) - Valley of the Sun (1942) - Code of the Outlaw (1942) - The Phantom (1943) - Wagon Tracks West (1943) - Riders of the Rio Grande (1943) - Santa Fe Scouts (1943) - The Blocked Trail (1943) - Thundering Trails (1943) - The Princess and the Pirate (não creditado) (1944) - Ladies of Washington (não creditado) (1944) - Boss of Boomtown (1944) - The Navy Way (não creditado) (1944) - Gun to Gun (curta-metragem) (1944) - San Antonio (1945) - They Were Expendable (não creditado) (1945) - Sing Me a Song of Texas (1945) - Never Say Goodbye (não creditado) (1946) - Badman's Territory (1946) - Cheyenne (1947) - Blood on the Moon (1948) - The Three Musketeers (1948) - The Golden Eye (cenas deletadas) (1948) - Red River (1948) - Return of the Bad Men (1948) - The Dude Goes West (1948) - Samson and Delilah (não creditado) (1949) - Square Dance Jubilee (1949) - She Wore a Yellow Ribbon (1949) - Masked Raiders (1949) - Lust for Gold (1949) - The Beautiful Blonde from Bashful Bend (não creditado) (1949) - The Younger Brothers (1949) - I Shot Jesse James (1949) - Rio Grande Patrol (1950) - Fast on the Draw (1950) - Trail of Robin Hood (1950) - West of the Brazos (1950) - Colorado Ranger (1950) - Crooked River (1950) - Marshal of Heldorado (1950) - Hostile Country (1950) - The Daltons' Women (1950) - Riders of the Range (1950) - Mysterious Island (não creditado) (1951) - Best of the Badmen (1951) - The Great Missouri Raid (1951) - Road Agent (1952) - Outlaw Women (1952) - The Lion and the Horse (1952) - What Price Glory (não creditado) (1952) - Cow Country (1953) |